# Hamberggletsjer
De Hamberggletsjer is een grote gletsjer in Nationaal park Noordoost-Groenland in het oosten van Groenland.
De gletsjer is vernoemd naar Axel Hamberg.

## Geografie
De gletsjer is west-oost georiënteerd en heeft een lengte van meer dan 50 kilometer. Aan het oostelijke uiteinde vervolgt het ijs in noordoostelijke richting via de zuidwestelijke tak van de Gerard de Geergletsjer en in zuidoostelijke richting via de Jættegletsjer.
Ongeveer 10 kilometer noordelijker ligt de Eversgletsjer en ongeveer 25 kilometer naar het zuidoosten ligt de Victor Madsengletsjer.
Ten oosten van het oostelijke uiteinde van de gletsjer ligt het Louise Boydland en verder naar het zuidoosten ligt het Frænkelland.